# EPD Tour 2010
De golfwedstrijden genaamd European Professionals Development Tour 2010 (EPD Tour) werden georganiseerd tussen 26 januari en 26 september van 2010. 

## Schema van de EPD Tour van 2010
De EPD Tour heeft een eigen Order of Merit. De vijf spelers die aan het einde van het seizoen aan de top stonden, promoveerden naar de Europese Challenge Tour.
| Van          | Tot          | Toernooinaam                    | Baan                           | Plaats                | Winnaar                   | Score | Prijzengeld |
| ------------ | ------------ | ------------------------------- | ------------------------------ | --------------------- | ------------------------- | ----- | ----------- |
| 26 januari   | 28 januari   | Sueno Dunes Classic             | Hotels Club Belek              | Belek, Turkije        | Daniel Wünsche            | -5    | € 30.000    |
| 30 januari   | 1 februari   | Sueno Pines Classic             | Hotels Club Belek              | Belek                 | Björn Pettersson          | -5    | € 30.000    |
| 4 februari   | 6 februari   | Montgomerie Classic             | Papillon Hotels Resort & Spa   | Belek                 | Nicolas Meitinger         | -5    | € 30.000    |
| 9 februari   | 11 februari  | Lykia Links Classic             | Lykia World LinksGolf          | Belek                 | Nicolas Meitinger         | -9    | € 30.000    |
| 23 februari  | 25 februari  | Al Maaden Classic               | Almaaden Golf Resorts          | Marrakesh, Marokko    | Daniel Alexander Froreich | -12   | € 30.000    |
| 28 februari  | 2 maart      | Samanah Classic                 | Samanah Golf Club              | Marrakesh, Marokko    | Tiago Crus                | -7    | € 30.000    |
| 4 maart      | 6 maart      | Amelkis Classic                 | Amekis Golf Club               | Marrakesh, Marokko    | Marcel Haremza            | -13   | € 30.000    |
| 17 mei       | 19 mei       | Heidelberg Lobenfeld Classic    | Golf Club Heidelberg-Lobenfeld | Heidelberg, Duitsland | Florian Fritsch           | -9    | € 30.000    |
| 31 mei       | 2 juni       | Augsburg Classic                | Golfclub Augsburg              | Augsburg, Duitsland   | Felix Eibl                | -11   | € 30.000    |
| 9 juni       | 11 juni      | Danfoss Masters                 | Royal Oak                      | Jels, Denemarken      | Rasmus Hjelm              | -10   | € 30.000    |
| 14 juni      | 16 juni      | Licher Classic                  | Licher Golf Club               | Lich, Duitsland       | Max Kramer                | -7    | € 30.000    |
| 22 juni      | 24 juni      | Fleesensee Classic              | Golf & Country Club Fleesensee | Fleesensee, Duitsland | Dennis Küpper             | -11   | € 30.000    |
| 27 juni      | 29 juni      | Coburg Brose Open               | Coburg Golf Club               | Coburg, Duitsland     | Max Kramer                | -19   | € 30.000    |
| 12 juli      | 14 juli      | Fürst Fugger Privatbank Classic | Golf Club Am Habsberg          | Neurenberg, Duitsland | Paul O'Hara               | -20   | € 30.000    |
| 19 juli      | 21 juli      | Pfaffing Golf Classic           | Golfanlage Pfaffing            | Pfaffing, Duitsland   | Jurrian van der Vaart     | -13   | € 30.000    |
| 29 juli      | 31 juli      | GreenEagle Classic              | Golf-Club Green Eagle          | Hamburg, Duitsland    | Gustav Adell              | -3    | € 30.000    |
| 9 augustus   | 11 augustus  | Bad Waldsee Classic             | Waldsee Golf                   | Bad Waldsee           | Daniel Wünsche            | -12   | € 30.000    |
| 16 augustus  | 18 augustus  | Chronos Cup                     | Golf Club Ulm                  | Ulm, Duitsland        | Tim Sluiter               | -12   | € 30.000    |
| 5 september  | 7 september  | Preis der Hardenberg GolfResort | Golf Club Hardenberg           | Göttingen, Duitsland  | Tim Sluiter               | -5    | € 30.000    |
| 24 september | 26 september | Fulda EPD Tour Championship     | Golfclub Hofgut Praforst       | Fulda                 | Benjamin Marka            | -12   | € 40.000    |

## Order of Merit
Stand aan het einde van het seizoen:
1. Benjamin Marka
2. Max Kramer
3. Daniel Wünsche
4. Grant Jackson
5. Tim Sluiter
6. Jurrian van der Vaart

De top 5 krijgt een spelerskaart voor de Challenge Tour van 2011.